# Margaret Morgan Lawrence
Margaret Cornelia Morgan Lawrence (née le 19 août 1914 à New York et morte le 4 décembre 2019) est une psychiatre et psychanalyste américaine.

## Biographie
Ayant acquis ces qualifications en 1948,, son travail inclut notamment les soins cliniques, l'enseignement et la recherche, particulièrement concernant la présence et le développement de la force de l'ego, dans les familles afro-américaines. 
Margaret Morgan Lawrence a étudié les jeunes enfants identifiés comme « forts » par leurs enseignants en Géorgie et dans le Mississippi ainsi que lors d'un congé sabbatique en Afrique en 1973, écrivant deux livres sur la santé mentale des enfants et des familles de banlieues. 
Elle fut chef du service de psychiatrie du développement pour les nourrissons et les enfants (et leurs familles) au Harlem Hospital durant 21 ans, ainsi que professeur adjoint de psychiatrie à l'université Columbia au Collège des médecins et chirurgiens, et prit sa retraite en 1984.